# Miapolis
Miapolis es un proyecto visionario de rascacielos para Miami, Estados Unidos de América, el cual no llegó a ser construido. Si este edificio se construyera se convertirá en el edificio más alto del mundo. El costo total es de aproximadamente 22 mil millones de dólares y estaría ubicado en la isla de Watson. La altura será 975 metros, superando al Burj Khalifa en Dubái.